# Floresta Nacional de Caxiuanã
A Floresta Nacional de Caxiuanã é uma unidade de conservação federal do Brasil criada em 28 de novembro de 1961 por meio do Decreto nº 239. É a Floresta Nacional (FLONA) mais antiga da Amazônia Legal e a 2ª mais antiga do Brasil. É administrada pelo  Instituto Chico Mendes de Conservação da Biodiversidade (ICMBio).

## Localização
Está localizada no município de Melgaço no Estado do Pará, a 300km de sua capital Belém, às margens da Baía de Caxiuanã. Essa baía é um alargamento do baixo Rio Anapu, que deságua no estuário do Rio Amazonas.

## Atividades desenvolvidas
A gestão da Flona Caxiuanã é realizada pelo Instituto Chico Mendes de Conservação da Biodiversidade (ICMBio), que conta 2 bases no interior dessa Unidade.
A população tradicional residente pratica o agroextrativismo de subsistência, tendo a farinha de mandioca se mostrado como o  principal produto destinado à comercialização, seguida pela castanha-do-pará e o açaí.
O Museu Paraense Emílio Goeldi possui uma base de pesquisa na Flona Caxiuanã - a Estação Científica Ferreira Penna - que oferece a pesquisadores infra-estrutura de laboratórios e alojamento. Três grandes projetos de pesquisa - envolvendo fauna, flora e dados abióticos - estão atualmente em andamento na Flona Caxiuanã: TEAM (Tropical Ecology, Assessment and Monitoring Initiative), PPBio (Programa de Pesquisa em Biodiversidade – PPBio), ESECAFLOR/ LBA (Experimento em Grande Escala da Biosfera – Atmosfera na Amazônia).
Visitas com fins educativos são incentivadas, devendo apenas serem precedidas de um pedido de autorização à chefia da Unidade.
Visitas de grupos ligadas a entidades com fins lucrativos (agências de viagens, etc.) dependem da conclusão do Plano de Manejo da Unidade, que ainda encontra-se em fase de elaboração.